# Catoptria
Catoptria (лат.) — род бабочек из семейства огнёвок-травянок. Распространены в Палеарктике и Неарктике. Часто встречаются в горах. Гусеницы живут во мхах, дерновине злаков и осоки, изготавливая шелковистые трубочки или проделывая ходы.
Усики пильчатые, хоботок и глазки развиты. Представители данного рода характеризуются следующими признаками:
- передние крылья с характерным рисунком в виде срединной продольной полосы;
- губные щупики в два-три раза длиннее диаметра глаз;
- лоб округлый или конический.